# Gustaf Jacob Horn af Rantzien
Gustaf Jakob Horn af Rantzien, född 5 maj 1706 i Stade, död (genom avrättning) den 23 juli 1756 på Riddarholmen i Stockholm, var en svensk hovman, brorson till Henning Rudolf Horn af Rantzien.

## Biografi
Horn af Rantzien upphöjdes jämte sina syskon 1719 i friherrligt stånd, utnämndes 1731 till kammarherre och 1744 till hovmarskalk hos dåvarande kronprinsessan (sedermera drottning) Lovisa Ulrika. 
I hennes planer på konungamaktens utvidgande blev Horn af Rantzien tidigt invigd. Han ägde kännedom om den av Johan Ludvig Hård utarbetade revolutionsplanen 1756 och sökte att genom penningutdelningar och på annat sätt underlätta genomförandet.
Troligt är dock, att han ingick i dessa stämplingar endast av eftergift för drottningen och under förhoppning att "dessa idéer skulle förgå såsom flera andra". Planen upptäcktes emellertid, och Horn af Rantzien dömdes den 16 juli 1756 till döden.

### Familj
Horn af Rantzien gifte sig 28 juni 1750 i Stockholm med grevinnan Eva Margareta Gyllenstierna af Björksund och Helgo (1730–1753), dotter till riksrådet och generallöjtnanten greve Nils Gyllenstierna af Björksund och Helgö och grevinnan Ulrika Juliana Brahe. De fick tillsammans barnen Lovisa Ulrika Horn (1751–1823) som var gift med hovmarskalken greve Carl Gabriel Mörner af Morlanda och stabslöjtnanten Carl Gustaf Horn (1753–1775) vid Bohusläns dragonregemente.